# رأس البلاط
رأس البلاط هو أحد الرؤوس على الساحل الشمالي الشرقي للبلاد التونسية، وهو يقع في ولاية بنزرت، قرب مدينة رفراف.
| رأس البلاط |